# Панфілов В'ячеслав В'ячеславович
В'ячесла́в В'ячесла́вович Панфі́лов (нар. 24 червня 1993, Київ) — український футболіст, нападник клубу «Чайка» з Петропавлівської Борщагівки.

## Біографія

### Ранні роки
Народився 24 червня 1993 року в Києві. Коли Вячеславу було п'ять років, тато привів його на перегляд до школи київського «Динамо» на Нивках. Але там сказали, що Вячеслав ще занадто малий і доведеться певний час почекати. Але вже через рік Панфілова прийняли до школи. Першими тренерами майбутнього футболіста стали досвідчені наставники Віталій Хмельницький та Євген Ястребинський.

### Молодіжна команда «Динамо»
Закінчивши динамівську академію та завоювавши кілька золотих нагород переможця юнацького чемпіонату України, Панфілов 24 лютого 2010 року опинився в числі гравців дозаявлених в молодіжну команду. Дебют Панфілова у складі динамівської молодіжки, який на той момент очолював Володимир Мунтян, відбувся 26 лютого 2010 року в матчі з молодіжною командою «Кривбасу» (1:0). Через кілька місяців, 9 квітня 2010 року, Вячеслав забив свій перший гол, що припав на гру з «молодіжкою» київського «Арсеналу». Всього ж у першому сезоні в молодіжній першості Панфілов зіграв у 10 матчах, а дебютний гол у ворота «канонірів» став у тому сезоні для нього єдиним.
У повній мірі свій бомбардирський талант Вячеслав розкрив в кінці наступного сезону 2010/11. Панфілов видав серію, в якій відзначився у воротах суперників в чотирьох матчах поспіль, причому забивав найважливіші голи.
У наступному сезоні Вячеслав збільшив свій бомбардирський реєстр (6 голів у 24 матчах в сезоні 2011/12), але в першій частині наступного сезону йому довелося зробити вимушену паузу через травму, отриману перед самим початком сезону 2012/2013. На одному з тренувань напередодні старту нового сезону Панфілов зламав ногу. На відновлення пішло цілих три місяці, що стало відчутною втратою для команди Хацкевича. Вячеслав повернувся в гру лише у другій частині жовтня, і до зимової перерви так жодного разу і не встиг з'явитися на полі в стартовому складі. Лише два рази Панфілов виходив на заміни в матчах молодіжної першості, і тричі — за команду U-19, а з весни взагалі став виступати виключно за юнацьку команду.

### «Динамо-2» та оренда в «Говерлу»
Влітку 2013 року тренер «молодіжки» Олександр Хацкевич очолив другу динамівську команду, що грала в Першій лізі. З собою він взяв ряд гравців, в тому числі і Панфілова. В професійних змаганнях Вячеслав дебютував 14 липня 2013 року в виїзному матчі проти чернігівської «Десни», який завершився внічию 0:0, а Панфілов провів на полі 71 хвилину, після чого був замінений. Всього за сезон 2013/14 зіграв лише 14 матчів і не забив жодного голу.
В липні 2014 року на правах оренди разом з одноклубником Мирославом Бонем був відправлений в оренду в ужгородську «Говерлу», проте на поле виходив досить рідко. Дебютував в Прем'єр-лізі 27 липня 2014 року в матчі 1 туру проти львівських «Карпат» (2:2), вийшовши на заміну на 92 хвилині замість Руслана Степанюка.

### «Верес» та «Утеніс»
У квітні 2016 року підписав контракт з «Вересом», проте вже на початку травня залишив рівненський клуб.
У березні 2017 року став гравцем литовського «Утеніса», проте там теж надовго не затримався і вже в квітні покинув клуб.

### «Зірка»
Влітку 2017 перейшов у кропивницьку «Зірку»

### Збірна
З 2010 року виступав за юнацьку збірну України віком до 18 років, в якій провів чотири матчі.